# Tre Mann
Tre’Shaun Albert Mann (ur. 3 lutego 2001 w Gainesville) – amerykański koszykarz, występujący na pozycji rozgrywającego, od 2024 zawodnik zespołu Charlotte Hornets.
W 2019 wystąpił w meczach gwiazd amerykańskich szkół średnich – McDonald’s All-American i Jordan Classic.
8 lutego 2024 został wytransferowany do Charlotte Hornets.

## Osiągnięcia
Stan na 3 marca 2024, na podstawie, o ile nie zaznaczono inaczej.
NCAA
- Uczestnik II rundy turnieju NCAA (2021)
- Zaliczony do:
  - I składu konferencji Southeastern (SEC – 2021)
  - składu honorable mention All-American (2021 przez Associated Press)
- Zawodnik tygodnia SEC (1.03.2021)